# Douglas A-3 Skywarrior
Le Douglas A-3 Skywarrior est le premier bombardier stratégique biréacteur construit pour l'US Navy. Il fut surnommé « The Whale » (« La Baleine ») par les équipages. 
Pendant de nombreuses années, il est l'avion le plus lourd à pouvoir décoller d'un porte-avions. Il est également un des appareils de l'US Navy à rester le plus longtemps en service actif (1956-1991), surtout en tant que plate-forme de guerre électronique et ravitailleur en vol (EKA-3). 
Il donne naissance à des versions spécifiques destinées à l'US Air Force, désignées Douglas B-66 Destroyer.

## Conception[1]
En 1948, l'US Navy émit une fiche programme pour un avion d'attaque embarqué à long rayon d'action à réaction. Il devait pouvoir larguer une charge de 4 536 kg (10 000 livres US) ou une bombe atomique à une distance de 3700 km de son porte-avion. Cet avion était destiné à opérer depuis une nouvelle série de porte-avions de grande taille.
Le Skywarrior fut pensé, dessiné et créé par Ed Heinemann, qui créa également le A-4 Skyhawk (A4D). Ed insista pour garder le poids maximal du futur avion sous la limite des 70 000 livres US afin de lui permettre d'opérer depuis les porte-avions de la catégorie du Midway, ce qui sauva le programme lorsque les nouveaux porte-avions furent abandonnés.
Son développement posa quelques problèmes, car à l'époque tout ce qui concernait l'armement nucléaire était classé « Top Secret », et les ingénieurs furent contraints d'estimer la taille de la bombe. De plus, une des spécifications précisait que la soute à bombes devait être accessible en vol afin de permettre à l'équipage d'armer la bombe atomique. Lors d’une conversation avec le général Otto Glasser, responsable du programme des armes nucléaires de l’USAF, Heineman, prenant en référence la bombe d’Hiroshima qui faisait 154 cm de diamètre, déclara qu'il serait possible de construire une bombe atomique d’un diamètre de 81 cm et que cette bombe pourrait se loger dans un bombardier embarqué. En fait, l’estimation d'Ed Heineman se révéla exacte, ce qui lui valut, une semaine après avoir parlé au général Glasser, la visite du FBI qui voulait absolument savoir comment il avait pu obtenir ces informations. Toute la firme Douglas fut sous surveillance, mais fut exemptée de tous soupçons après enquête. L’usine d’El Segundo reçu même un contrat pour participer à la construction des nouvelles bombes nucléaires TX-5 et TX-7.
Le Douglas A-3 Skywarrior effectua son premier vol le 28 octobre 1952 (XA3D-1). Le Skywarrior fut préalablement nommé A3D (3e avion d'Attaque de Douglas). En 1962, après l'unification des désignations des appareils américains pour les trois Services (USAF/US Navy/US Army), il fut désigné par le sigle A-3.
Il était équipé à l'origine d'une tourelle arrière de 2 canons de 20 mm pour sa défense, était télécommandée depuis le cockpit. Elle fut supprimée sur les versions EA/EKA/NA/TA-3.
La dérive était si haute qu'elle fut équipée d'un mécanisme de repliage sur le côté, afin de permettre le stockage de l'avion à l'intérieur d'un porte-avions.
Afin de réduire le poids, les sièges éjectables furent abandonnés et remplacés par un tunnel d’évacuation. Les pilotes surnommèrent alors le A3D All 3 Dead, (« Tous les trois, morts »). En revanche les sièges éjectables furent maintenus sur la version B-66 de l'USAF.
Les prototypes étaient équipés de réacteur Westinghouse J-40, mais au vu de leurs performance désastreuses, furent remplacés par des Pratt & Whitney J57. Des fusées JATO pouvaient être fixées sur le fuselage pour faciliter le décollage.

La première version A-3A servit principalement à évaluer l'appareil et à explorer les problématiques d'utilisation d'un aussi grand avion à réaction sur un porte-avions. Par conséquent c'est la version A-3B qui fut la première version réellement opérationnelle. Elle fut livrée en 3 lots : le premier avec des moteurs légèrement plus puissants et une structure renforcée, le second avec une perche de ravitaillement en vol et la capacité d'emporter un système de ravitaillement (réservoir + perche déroulante), le troisième avec des améliorations des systèmes électroniques. 
En 1959 apparurent les versions EA-3B (avec des systèmes de guerre électronique dans la soute ventrale et 4 membres d'équipage supplémentaires pour les mettre en œuvre) et RA-3B (avec 12 appareils photos et caméras dans la soute ventrale, ainsi que des fusées éclairantes).
À partir de 1967, avec la disparition de la mission de bombardement, 85 A-3B furent modifiés en KA-3B destinés au ravitaillement en vol.

## Engagements
Après l'abandon de la mission de bombardement nucléaire, les A-3 furent modifiés en KA-3 (ravitailleur en vol et bombardier conventionnel).

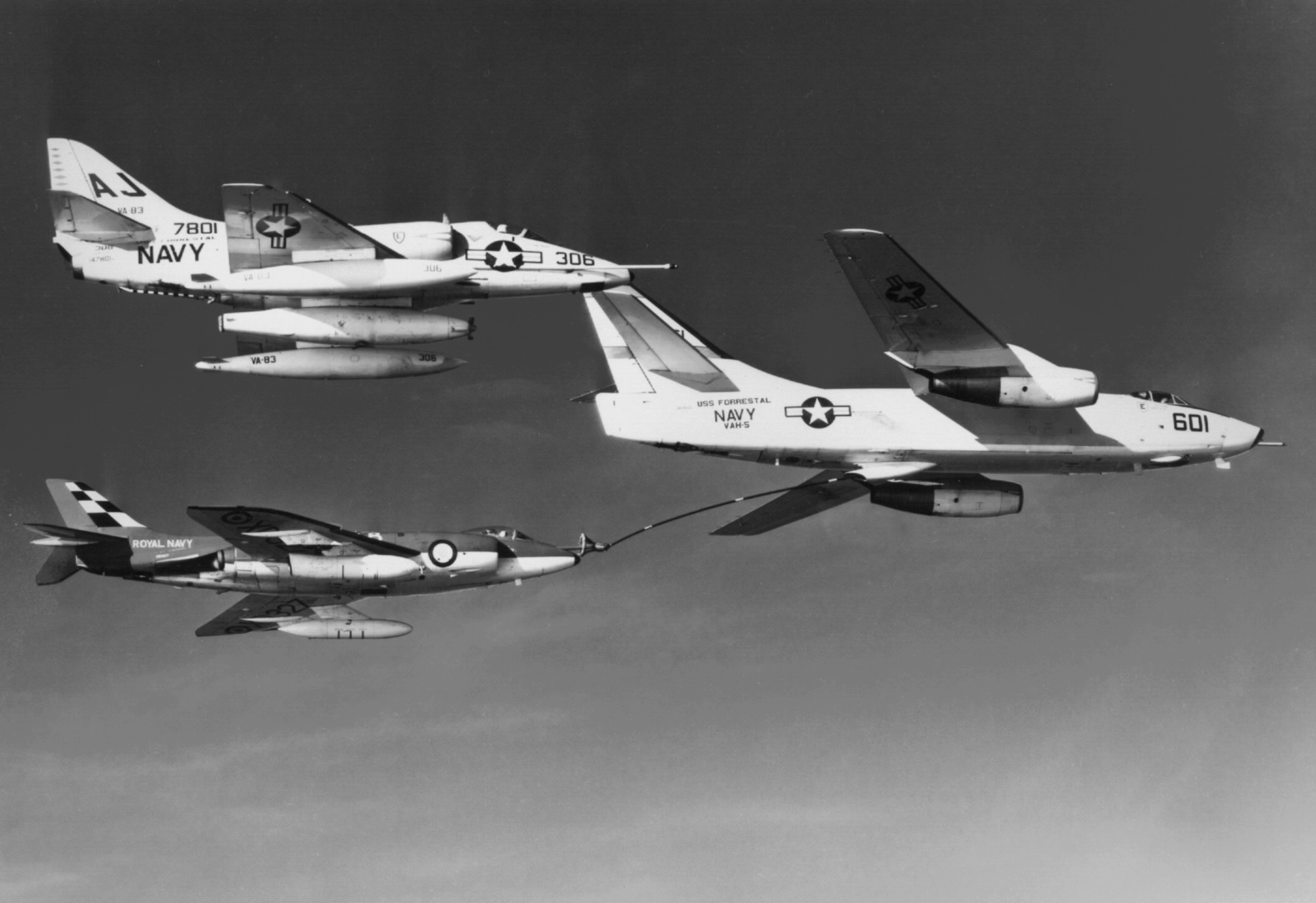
Un KA-3 ravitaille un Supermarine Scimitar F.1 de la Royal Navy sous la protection d'un Douglas A-4 Skyhawk (1962 ou 63)

### Guerre du Viêt Nam
Il fut le premier avion américain à effectuer des missions de bombardement au Nord-Viêt Nam. Par la suite, la plupart des KA-3 furent utilisés pour des missions de mouillage de mines, mais servirent plus intensivement comme plate-forme de ravitaillement en vol. Il fut modifié afin de pouvoir ravitailler aussi bien les appareils de l’USAF que ceux de l’US Navy. Ce type de mission sauva plus d'un équipage lors de son retour de mission sur le Nord-Viêt Nam.
La modification des KA-3 en EKA-3 donna la possibilité à l'US Navy d'utiliser le Skywarrior soit pour des missions de guerre électronique, soit pour le ravitaillement en vol, soit les deux simultanément. Dans ce type de mission, l'A-3 ravitaillait les autres appareils tout en brouillant les radars nord-vietmaniens.

### Guerre froide
Comme l'EB-66, l'EKA-3 fut aussi utilisé intensivement pour espionner les pays de l'Est, ainsi que la Chine. Il fut également utilisé pendant l'opération Desert Storm, qui fut sa dernière mission opérationnelle.

## Variantes

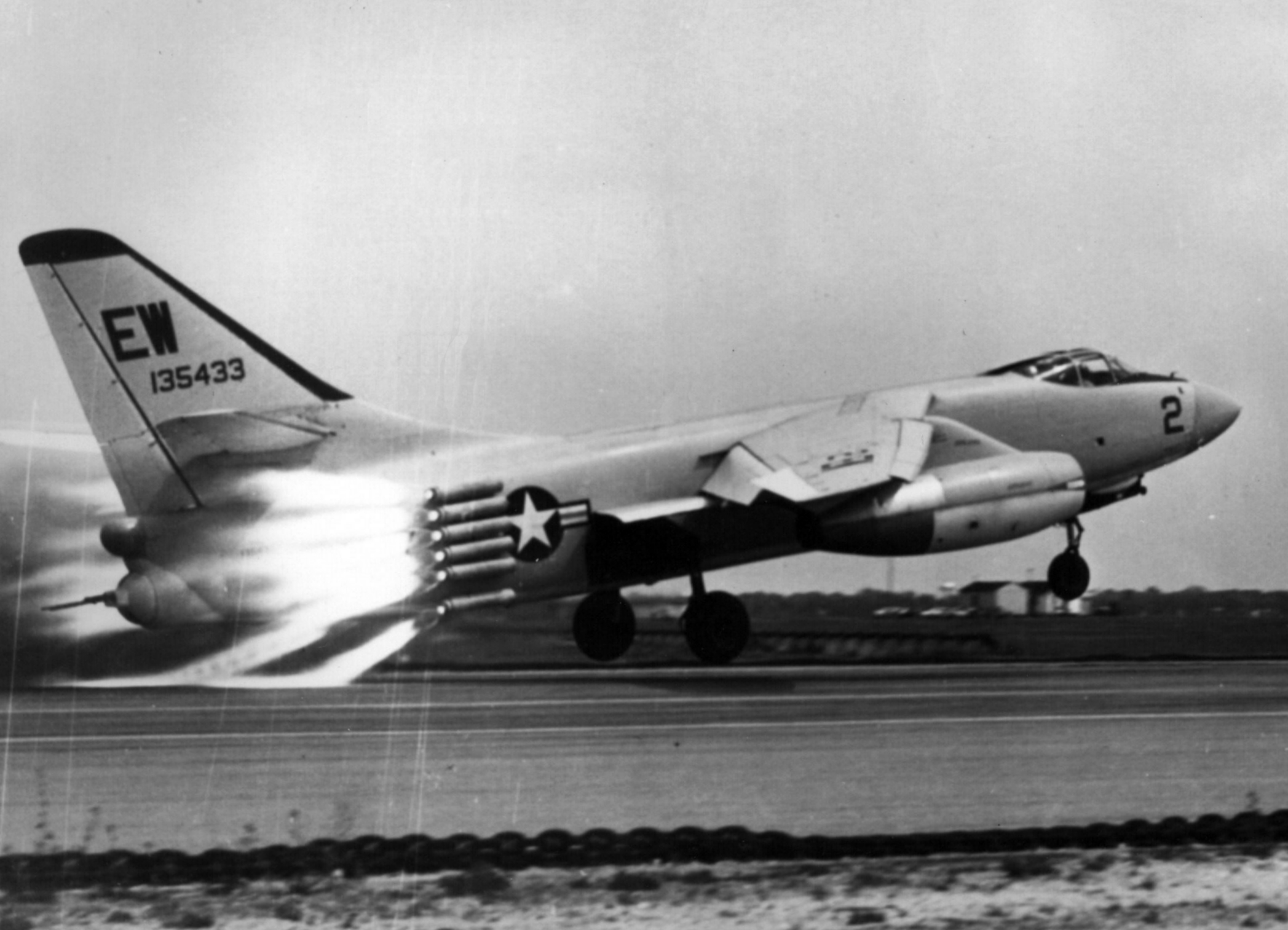
A3D-1 au décollage avec des fusées JATO.

- XA3D-1 : prototype (2 exemplaires).
- A-3A (A3D-1) : version initiale destinée au bombardement (50 exemplaires construits).
- A-3B (A3D-2) : version finale destinée au bombardement avec des moteurs légèrement plus puissants, une structure renforcée, la capacité à être ravitaillé en vol et d'autres améliorations (164 exemplaires construits).
- EA-3A (A3D-1Q) : A-3A modifiés en avions de guerre électronique (5 avions modifiés).
- EA-3B (A3D-2Q) : version destinée à la guerre électronique (24 exemplaires construits).
- EKA-3B : KA-3B modifiés pour ajouter des capacités de guerre électronique (34 avions modifiés).
- KA-3B : A-3B modifiés en avion ravitailleur (85 avions modifiés à partir de 1967).
- RA-3B (A3D-2P) : version de reconnaissance, avec jusqu'à 12 appareils photos dans la soute (30 exemplaires construits).
- NRA-3  : RA-3B modifiés pour des tests de radar et de missiles. Ils ont contribué notamment aux tests du MIM-104 Patriot et du AIM-54 Phoenix. (6 avions modifiés).
- ERA-3B : RA-3B modifiés pour l'attaque électronique (8 avions modifiés).
- TA-3B (A3D-2T) : version d'entraînement au bombardement et à la navigation (12 exemplaires construits).
- B-66 Destroyer : version destinée à l'USAF (voir l'article détaillé).

En complément, on peut signaler également que :
- 1 A3D-2Q/EA-3B et 5 A3D-2T/TA-3B ont été transformés en avion de transport pour 6 à 9 personnes.
- À partir des années 1990 et le retrait du service du A-3, entre 10 et 15 Skywarrior ont été transférés à différentes compagnies (notamment Hughes et Raytheon) pour des tests de systèmes embarqués. Ces avions ont reçu une immatriculation civile.